# هنری هال
هنری هال (انگلیسی: Henry Hull؛ ۳ اکتبر ۱۸۹۰ – ۸ مارس ۱۹۷۷) هنرپیشه اهل ایالات متحده آمریکا بود. وی بین سال‌های ۱۹۱۷ تا ۱۹۶۶ میلادی فعالیت می‌کرد.
از فیلم‌های او می‌توان به بی‌تجربه‌ها، آرزوهای بزرگ و قایق نجات اشاره نمود.

## مرگ
هال  در کورنوال در محل اقامت دخترش درگذشت. 